# Antoine Laguerre
Pour les articles homonymes, voir Laguerre.
 (janvier 2021).
Antoine Laguerre est un réalisateur français de documentaires et reportages.

## Biographie
De 1982 à 1985, Antoine Laguerre fait des études de philosophie (Paris I) et de cinéma (Paris III) à la Sorbonne.
Puis il intègre, jusqu'en 1990, l'École pratique des hautes études (EPHE) IVe section, sous la direction de Jean Rouch au laboratoire audiovisuel d'anthropologie.
Après avoir fait ses armes dans le cinéma aux côtés de Claude Chabrol, il s'est orienté vers le documentaire. Parallèlement, il a collaboré en tant que journaliste et photographe à la revue Jazz-Hot, au Monde de la musique et à Libération.
Aujourd'hui, Antoine Laguerre est réalisateur et, depuis 32 ans, il a réalisé plus d'une trentaine de documentaires pour TF1, France 3, France 5, Arte, Canal+, Discovery Channel, TV Globo, RFO, Paris Première, M6, Equidia, Escales et Voyage.
Il a également participé à de nombreux magazines télévisés tels que Thalassa, L'Effet papillon, Dimanche +, Le grand Mag, 1€60, 66 minutes, Recto-Verso de Paul Amar, Mégamix de Martin Messonnier, Tracks, Avis de tempête, "Invitation au voyage", etc.

## Filmographie partielle

### Documentaires
- 1991 : Verão Carioca (60 min), La Sept
- 1992 : Spécial Rap (110 min), La Sept / Arte
- 1993 : Les Seigneurs de la Forêt (52 min), La Sept / Arte
- 2000 : Amazing World's, Jamaïque (52 min), Discovery Channel
- 2001 : Clandestino portrait de Manu Chao (52 min), Arte
- 2002 : Jansem Peint portrait de l'artiste (52 min), DVD
- 2004 : Hui O He'e Nalu : les Blacks Shorts (52 min), RFO / Voyage
- 2004 : Um Brasileiro no dia D (52 min), Globo TV
- 2004 : Le parfum du cavalier rebelle (52 min), Equidia
- 2005 : Nadiya : l'histoire (60 min), Sony Music DVD
- 2005 : Noces galantes (52 min), Equidia / Léovision
- 2005 : Cavaliers en liberté (52 min), Equidia / Léovision
- 2005 : Cinebrasil (52 min), MK2 / France 5
- 2006 : Les escapades de l'âme (52 min), Equidia / Léovision
- 2008 : Quand le packaging s'emballe (52 min), Planète+
- 2009 : Les gardiens de l'Océan (52 min), Escales 2010
- 2010 : Pohaku, l'Océan dans la peau (26 min),  Thalassa Fr3[1]
- 2010 : La perle du Mexique (52 min), Escales
- 2010 : L'île nature (52 min), Escales
- 2011 : L'homme oiseau, Thalassa
- 2012 : Les rois du stade - Flamengo, Barça, Boca Jr (3x52 min), Escales
- 2012 : Dialogue(s) (52 min), Stylia
- 2013 : M & Seu Jorge duo dans la forêt (52 min), France Ô
- 2013 : Kelly Slater, L'océan dans les yeux (52 min), Ushuaïa TV
- 2013 : La sagesse des abeilles (52 min), France 3
- 2014 : L'ange gardien de Teahupo'o (52 min), Trek
- 2015 : Les Sauveteurs d'abeilles (52 min), Ushuaîa TV
- 2015 : Raimana World (52 min), France Ô[2],[3]
- 2016 : Kapu Aloha (26 min), Spicee
- 2017 : Aloha Shirt, l'esprit des îles, (52 min), Nouvelle-Calédonie 1ère[4].
- 2017 : Jérémy Flores : danser dans les vagues, (52 min), Réunion 1ère[5].

- 2018 "Marquises terre des Hommes" Métaphores productions Ushuaia TV

- 2019 : Le Crépuscule des idoles, (52 min), Les Films du Pacifique Tahiti & Mérapi Productions[6].

- 2019 "Hawaii, l'âme du Ukulélé" ZED ARTE

- 2021 "Bora bora, le laboratoire du futur" Artisans du film France télévision

- 2022 "Va'a, l'océan est en nous" Artisans du film France télévision

- 2023" "Atout surf" 5X26' Merapi production France Télévision

- 2024 "Il n'y a pas de Ukulélé triste" 52' Taxibrousse France télévision

- 2025 "Réunion, les possibilités d'une île" 52' Cinq de trèfle France télévision